# 松阪市立徳和小学校
松阪市立徳和小学校（まつさかしりつ とくわしょうがっこう）は三重県松阪市の市立小学校。付近にある松阪市立第五小学校の児童数が急増したため、1980年に新設された。

## 校区
久保町、下村町、上川町、虹が丘町、南虹が丘町、萌木町

## 児童数
2009年5月1日現在の児童数は897人。

## 卒業生
- 岡林飛翔 - 元プロ野球選手（広島東洋カープ）[2][3]
- 岡林勇希 - プロ野球選手（中日ドラゴンズ）[4]
- 玉井希絵 - 女子ラグビー 15人制日本代表
- 村田怜音- (プロ野球選手・埼玉西武ライオンズ)